# Parole
Parole (franc. slovo, výpověď) je ve strukturální lingvistice švýcarského vědce F. de Saussure protějšek pojmu „langue“ (jazyk). Do češtiny se obvykle překládá jako řeč, v českém překladu Kurzu obecné lingvistiky od Františka Čermáka přeloženo jako mluva.
Je to aktuální realizace langue v nějaké materiální (zvukové, grafické nebo jiné) podobě v konkrétních situacích. Výsledkem této realizace jsou konkrétní jazykové projevy (promluvy, texty). Oblast parolových jevů je ovšem do jisté míry věc individuální. Jazykový systém se však realizuje jedině skrze parole a je v něm podroben individuálním tlakům každého z příslušníků jazykového společenství. Potřeba dorozumění však nepřipouští větší vybočení z jazykového systému. Individuální odchylky působí často v protichůdných směrech a vzájemně se ruší. Nicméně i tak dochází v každé generaci k neustálým, byť jen nepatrným a pozvolným změnám v systému jazyka (tj. v langue). Každá změna v jazyce však vychází ze změn v řeči (tj. v parole).
Rozvineme-li dále de Saussurovo přirovnání, parole šachové hry budou konkrétní šachové partie dvojic určitých živých hráčů na hmotných šachovnicích s hmotnými figurkami, hrané ovšem podle závazných ideálních (nemateriálních) pravidel (langue). Tak se dvojice langue – parole (nebo také kompetence a performance a pod.) používá i v dalších společenských vědách, například v antropologii nebo v sociologii.